# GNU
GNU är ett unixliknande operativsystem enbart bestående av fri mjukvara, utvecklat av GNU-projektet med det långsiktiga målet att det ska bli ett fritt, komplett Unix-kompatibelt system. Idén till projektet lades fram av Richard Stallman hösten 1983; utvecklingen av systemet började i januari nästa år och blev senare också stiftelsen Free Software Foundations (FSF) första fokus. Någon stabil utgåva av operativsystemet i sin helhet har ännu inte släppts. Varianter av systemet som Debian GNU/Hurd och Arch Hurd, fortfarande i tidiga utvecklingsstadier, finns däremot tillgängliga att testa. Delar av systemet har också nått stor spridning.
Redan i början av 1990-talet ansåg man systemet vara färdigt sånär som på operativsystemskärnan, GNU Hurd, vars utveckling drog ut på tiden. Vid samma tid hade emellertid Linus Torvalds släppt första versionerna av sin fristående unixliknande kärna, Linux, som han sedermera släppte fritt under GNU General Public License. Det har därmed blivit vanligt att använda övriga delar av operativsystemet GNU, som inte måste användas med Hurd, tillsammans med kärnan Linux. Detta operativsystem kallas av de flesta för "Linux", men FSF ser det som en variant av GNU, och insisterar på att det bör kallas "GNU/Linux" (omvänt kallas ibland GNU med sin egen kärna för GNU/Hurd). I denna variant har GNU lyckats nå stor användning, trots att systemet i sin helhet inte är färdigställt. Enskilda komponenter användes allmänt redan på 1980-talet.
Namnet GNU är en rekursiv akronym som utläses "GNU's Not Unix!", vilket valdes eftersom systemets design är unixlikt, samtidigt som det inte innehåller någon Unix-kod och också skiljer sig från Unix bland annat genom att bestå av fri mjukvara. Operativsystemets grundläggande komponenter inkluderar bland annat GNU Compiler Collection (GCC), GNU Binary Utilities (binutils), skalet bash, GNU C library (glibc), och GNU Core Utilities (coreutils). Bland andra populära program som utvecklats inom GNU-projektet kan nämnas textredigeraren GNU Emacs, bildbehandlingsprogrammet GIMP (dock påbörjat som ett fristående projekt), och skrivbordsmiljön GNOME. GNU-utvecklarna har också porterat GNU-applikationer och -verktyg till Linux, som nu också är välanvända i andra operativsystem som olika BSD-varianter, Solaris och i Mac OS. Många program har även porterats till Microsoft Windows.
Richard Stallman har kallat GNU ett "tekniskt medel för ett socialt ändamål" (technical means to a social end).

## Utgåvor
Trots systemets ofärdiga status, finns några projekt som arbetar med att ge ut operativsystem med GNU och dess egen kärna GNU Hurd som grundkomponenter. Av dessa har projektet Debian GNU/Hurd i maj 2013 kommit ut i en officiell utgåva. Även Arch Hurd har som målsättning att ge ut ett användbart operativsystem bestående av GNU och GNU hurd, och samtliga finns tillgängliga att prova för den som vill, även om de inte är officiellt utgivna.
Utgåvor med färdig officiell version tillgänglig:
- Debian GNU/Hurd är ett reguljärt GNU-system bestående av paket porterade från Debian GNU/Linux. Första utgåvan släpptes i maj 2013 under namnet Debian GNU/Hurd 2013. Drygt 75 procent av Debian-paketen (drygt 10 000 paket) har porterats till GNU/Hurd.[9] Målsättningen att släppa systemet i samband med Debian-utgåvan "wheezy", i slutet av 2012 eller början av 2013, tillkännagavs 2011.[10]

Andra utgåvor: 
- Arch Hurd arbetar med att portera Arch Linux' beståndsdelar till ett GNU-system utan alternativ kärna. Deras mål är att tillhandahålla en Arch-liknande användarmiljö som är stabil nog åtminstone för att användas ibland.
- Nix[11] är baserat på distributionen NixOS, som annars använder Linux-kärna. Systemets pakethanterare Nix ska klara att uppgradera och rulla tillbaka enskilda paket utan att andra blir trasiga, och det ska också gå att installera olika versioner av samma paket.[12]

Även Gentoo hade med start i mars 2003 ett projekt för att portera till GNU-kärnan, men detta är idag övergivet.